# メチレンシクロヘキサン
メチレンシクロヘキサン（英: Methylenecyclohexane）は分子式C7H12で表される、シクロヘキサン環にメチレン基（メチリデン基）が結合した不飽和炭化水素である。

## 合成
メチレンシクロヘキサンはシクロヘキサノンからウィッティヒ反応またはテッベ試薬との反応によって合成することができる。また、2-メチルシクロヘキサノールから1-メチルシクロヘキセンへの脱水反応の副生成物としても得られる。